# 윌리엄 하워드 태프트 행정부
윌리엄 하워드 태프트는 1909년 3월 4일부터 1913년 3월 4일까지 제27대 미국 대통령을 역임했다. 오하이오주 출신의 공화당원인 태프트는 시어도어 루스벨트 대통령이 지명한 후임자로, 1908년 대통령 선거에서 민주당원 윌리엄 제닝스 브라이언을 물리치고 취임했다. 그의 대통령직은 1912년 선거에서 민주당원 우드로 윌슨에게 압도적인 패배를 당하며 한 임기로 끝났다.
태프트는 당시 정부 수입의 주요 원천이었던 수입에 대한 세금인 관세를 인하하려고 시도했지만, 그의 의도대로 되지 않았다. 1909년의 새로운 페인-올드리치 관세법은 대부분의 사람들이 인하를 기대했던 상황에서 오히려 세율을 인상했다. 태프트는 트러스트를 해체하려는 루스벨트의 노력을 확대하여, US 스틸 및 다른 대기업들을 상대로 법적 소송을 시작했다. 태프트는 미국 연방 대법원에 6명의 대법관을 임명했는데, 이는 다른 대통령 두 명을 제외하고 가장 많은 수였다. 외교 정책에서 태프트는 중화인민공화국과 일본에 중점을 두었으며, 라틴아메리카 정부들을 지지하거나 전복시키기 위해 반복적으로 개입했다. 이는 달러 외교 정책을 따랐는데, 미국 은행 투자를 이용하여 라틴아메리카와 중화인민공화국에서의 영향력을 강화하려 했지만 큰 성공을 거두지 못했다.
그의 행정부는 태프트가 자주 동조했던 공화당의 보수파와 시어도어 루스벨트 및 로버트 M. 라폴레트 시니어가 이끄는 진보파 간의 갈등으로 가득했다. 보존과 태프트 행정부가 제기한 반독점 소송에 대한 논란은 태프트와 루스벨트를 더욱 멀어지게 만들었다. 루스벨트는 1912년 공화당 전당대회에서 태프트에게 도전했지만, 태프트는 당 기구에 대한 통제력을 이용하여 간신히 당의 지명을 얻을 수 있었다. 전당대회 후, 루스벨트는 당을 떠나 진보당을 결성하고 1912년 선거에서 태프트와 윌슨에 대항하여 출마했다. 루스벨트는 이미 라폴레트의 야망을 막았으므로 윌슨을 지지했다. 공화당 내부의 깊은 분열은 태프트의 재선을 좌절시켰고, 민주당에게 16년 만에 처음으로 백악관과 의회에 대한 통제권을 주었다. 역사가들은 태프트가 대체로 평범한 대통령이었다고 평가한다.

## 1908년 선거

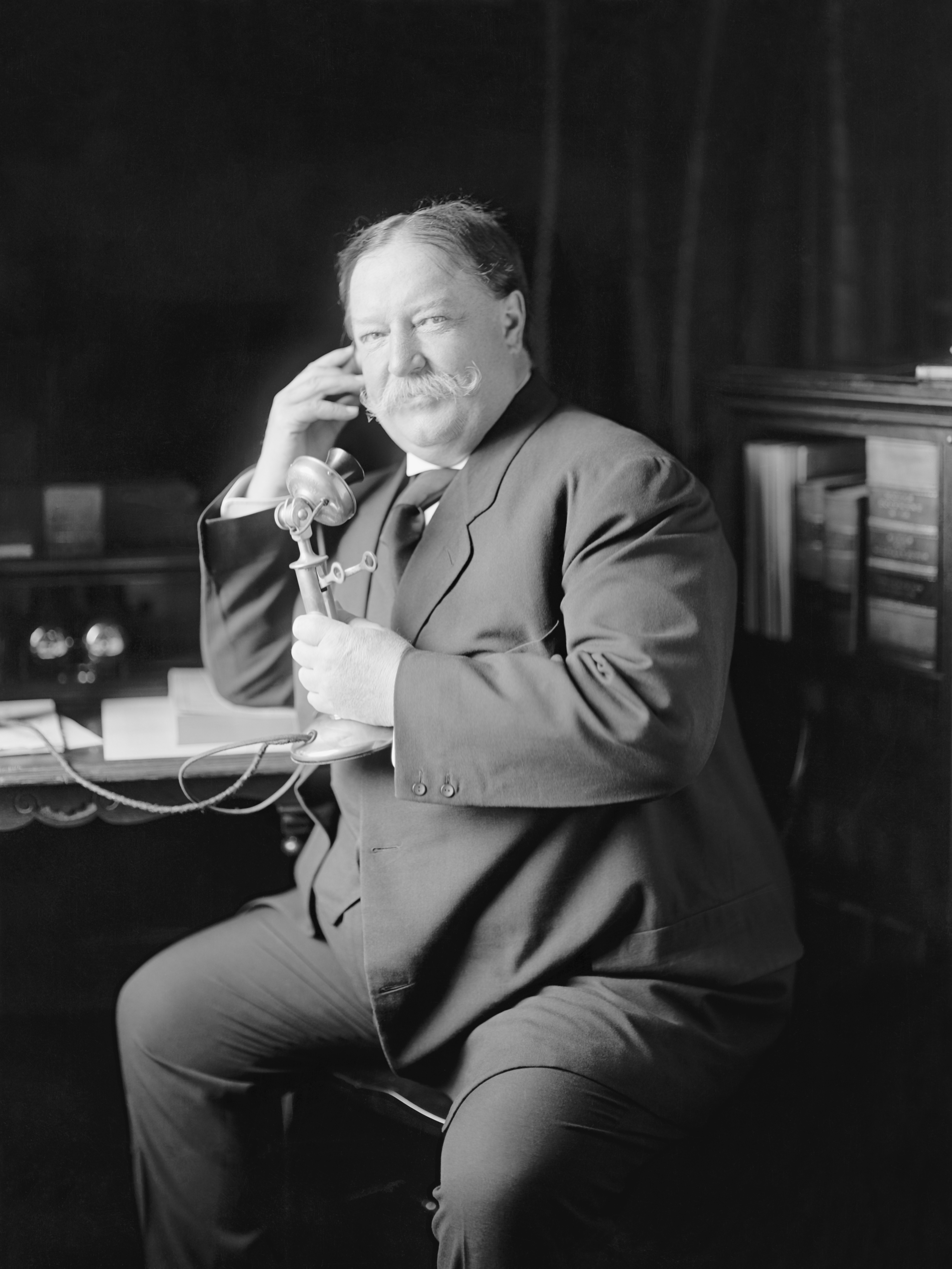
태프트가 루스벨트로부터 대통령 후보 지명을 전화로 들었을 때의 솔직한 사진 시리즈 중 하나인 '미소의 진화'에서 발췌

1904년 대통령 선거에서 승리한 후, 시어도어 루스벨트는 1908년 재선에 출마하지 않겠다고 발표했다. 루스벨트는 육군장관 태프트를 자신의 논리적인 후계자로 여겼지만, 태프트는 처음에는 출마를 꺼려했고, 연방 대법원장에 임명되기를 더 선호했다. 루스벨트는 당 기구에 대한 통제력을 이용하여 자신의 후임자를 도왔으며, 루스벨트의 정치 임명자들은 태프트를 지지하거나 침묵을 지켜야 했다. 재무장관 조지 B. 코텔류와 같은 여러 공화당 정치인들은 출마를 고려했지만, 결국 출마하지 않기로 결정했다. 뉴욕 주지사 찰스 에번스 휴스는 출마했지만, 그가 주요 정책 연설을 했을 때 루스벨트는 휴스의 출마에 대한 보도를 최소화하기 위한 조치를 취했다. 태프트는 1908년 공화당 전당대회에서 심각한 반대에 직면하지 않고 첫 투표에서 대통령 후보 지명을 받았다. 태프트는 러닝메이트로 아이오와주 상원의원 조너선 돌리버와 같은 중서부 진보주의자를 원했지만, 대신 전당대회에서는 보수주의자인 뉴욕주의 제임스 S. 셔먼 하원의원을 지명했다. 태프트는 6월 30일 육군장관직을 사임하고 전적으로 선거운동에 전념했다.

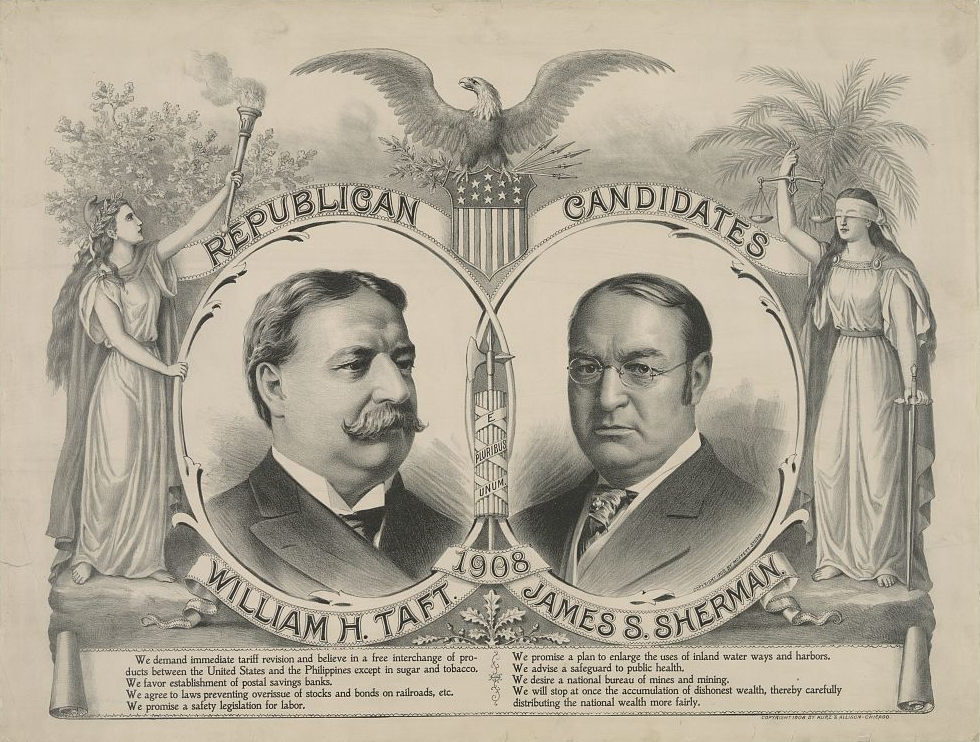
1908년 태프트/셔먼 포스터

태프트는 선거 운동을 시작부터 잘못된 방향으로 이끌었는데, 루스벨트의 집인 새거모어 힐로 가서 수락 연설에 대한 조언을 구하며 "대통령의 판단과 비판이 필요하다"고 말함으로써 자신이 독립적인 인물이 아니라는 주장을 부채질했다. 그는 루스벨트의 정책 대부분을 지지했다. 태프트는 노동자들이 단결할 권리는 있지만 보이콧할 권리는 없으며, 기업과 부유층도 법을 준수해야 한다고 주장했다. 그는 최근의 경기 침체인 1907년 공황의 원인을 주식 투기 및 기타 남용으로 돌렸고, 경제가 좋지 않을 때 정부의 대응에 유연성을 허용하기 위해 통화 개혁(미국은 금본위제였다)이 필요하다고 생각했다. 그는 또한 관세율 개정을 지지하고 셔먼 반독점법 강화를 선호했다. 총선에서 태프트의 상대는 네 번의 대통령 선거 중 세 번째로 민주당 후보로 지명된 윌리엄 제닝스 브라이언이었다. 그는 "특권에 의한 정부"를 공격하는 진보적인 강령으로 선거 운동을 벌였으며, 공화당원들을 강력한 기업 이익과 부유층에 얽매인 것으로 묘사했다. 루스벨트의 개혁 중 많은 부분이 브라이언의 제안에서 비롯되었기 때문에 민주당원은 자신이 루스벨트의 진정한 후계자라고 주장했다.

1908년 선거인단 투표 결과

가을 선거 운동 동안 루스벨트는 태프트에게 조언을 아끼지 않았고, 그의 선거 운동에 에너지를 불어넣었다. 그 결과, 대통령이 사실상 태프트의 선거 운동을 지휘하고 있다는 비난이 쏟아졌다. 선거 운동에서 그의 거대한 존재감은 언론인과 유머 작가들의 관심을 끌었고, 그들은 태프트가 루스벨트의 대역에 불과하다는 농담을 대중에게 퍼부었다. 한 사람은 "T.A.F.T."가 "Theodore에게서 조언을 얻다"(Take Advice From Theodore)의 약자라고 제안했다. 결국 태프트는 선거인단 투표에서 321대 162로 브라이언을 물리쳤으며, 민주당의 솔리드 사우스 외 모든 주에서 승리했다. 그는 또한 일반 투표에서도 편안한 격차로 승리하여 7,675,320표(51.6%)를 얻었고, 브라이언은 6,412,294표(43.1%)를 얻었다. 사회당 후보 유진 데브스는 420,793표(2.8%)를 얻었다. 넬리 태프트는 선거 운동에 대해 "그의 정치 게임 방식에 대한 무지나 무관심을 제외하고는 비판할 것이 없었다"고 말했다. 한편 루스벨트는 그가 매우 즐겼던 직책에서의 임기가 끝난 것을 후회하며 퇴임했다. 태프트에게 방해가 되지 않기 위해 그는 1년간의 아프리카 사냥 여행을 계획했다.

## 대통령직 인수
1908년 11월 17일, 대통령 당선인 태프트는 육군장관 루크 에드워드 라이트가 필리핀과의 설탕 및 담배의 자유 무역을 지지하는 입장에 동의했다.
1908년 12월 19일, 태프트는 필랜더 C. 녹스를 국무장관으로 선택했다고 발표했다. 그는 또한 녹스가 내각의 나머지 인사를 선택하는 데 자문 역할을 할 것이라고 언급했다.
1909년 2월 17일, 제이콥 M. 디킨슨이 태프트의 육군장관으로, 윌리스 밴 데반터가 재무장관으로 일할 것이라고 보도되었다. 그러나 3월 4일까지 프랭클린 맥베이가 대신 재무장관으로 선택되었다.
대통령직 인수인계 기간 동안 태프트는 1909년 1월 29일부터 2월 7일까지 파나마를 방문했다. 파나마에서 그는 파나마 운하 건설을 시찰하고 파나마의 대통령 호세 도밍고 데 오발디아와 만났다. 인수인계 기간 동안 태프트는 국내 여행도 했는데, 애틀랜타 상공회의소가 주최한 만찬에서 1909년 1월 15일 주머니쥐를 대접받은 애틀랜타 방문도 포함되었다. 태프트는 이 만찬 이후 주머니쥐를 먹는 것에 대한 다소 유명한 애착을 갖게 되었다.

## 취임식
태프트의 대통령 취임식은 1909년 3월 4일에 열렸다. 워싱턴 D.C.를 얼음으로 뒤덮은 겨울 폭풍 때문에 태프트는 관례적으로 미국 국회의사당 밖이 아닌 상원 회의실에서 선서했다. 태프트는 취임 연설에서 자신이 "저명한 전임자의 고문 중 한 명"이었고 "그가 시작한 개혁에 참여할" 영광을 누렸다고 말했다. "내가 나 자신에게, 나의 약속에, 그리고 내가 당선된 당 강령의 선언에 불성실하다면, 나는 이러한 개혁의 유지와 집행을 내 행정부의 가장 중요한 특징으로 삼지 않을 것이다." 그는 그러한 개혁이 오래 지속되도록 약속하며, 정직한 사업가들이 정책 변화로 인해 불확실성을 겪지 않도록 할 것이라고 말했다. 그는 1897년 딩글리 관세법의 인하 필요성, 반독점 개혁, 그리고 필리핀의 완전한 자치로의 지속적인 발전에 대해 언급했다.

## 행정부

### 내각

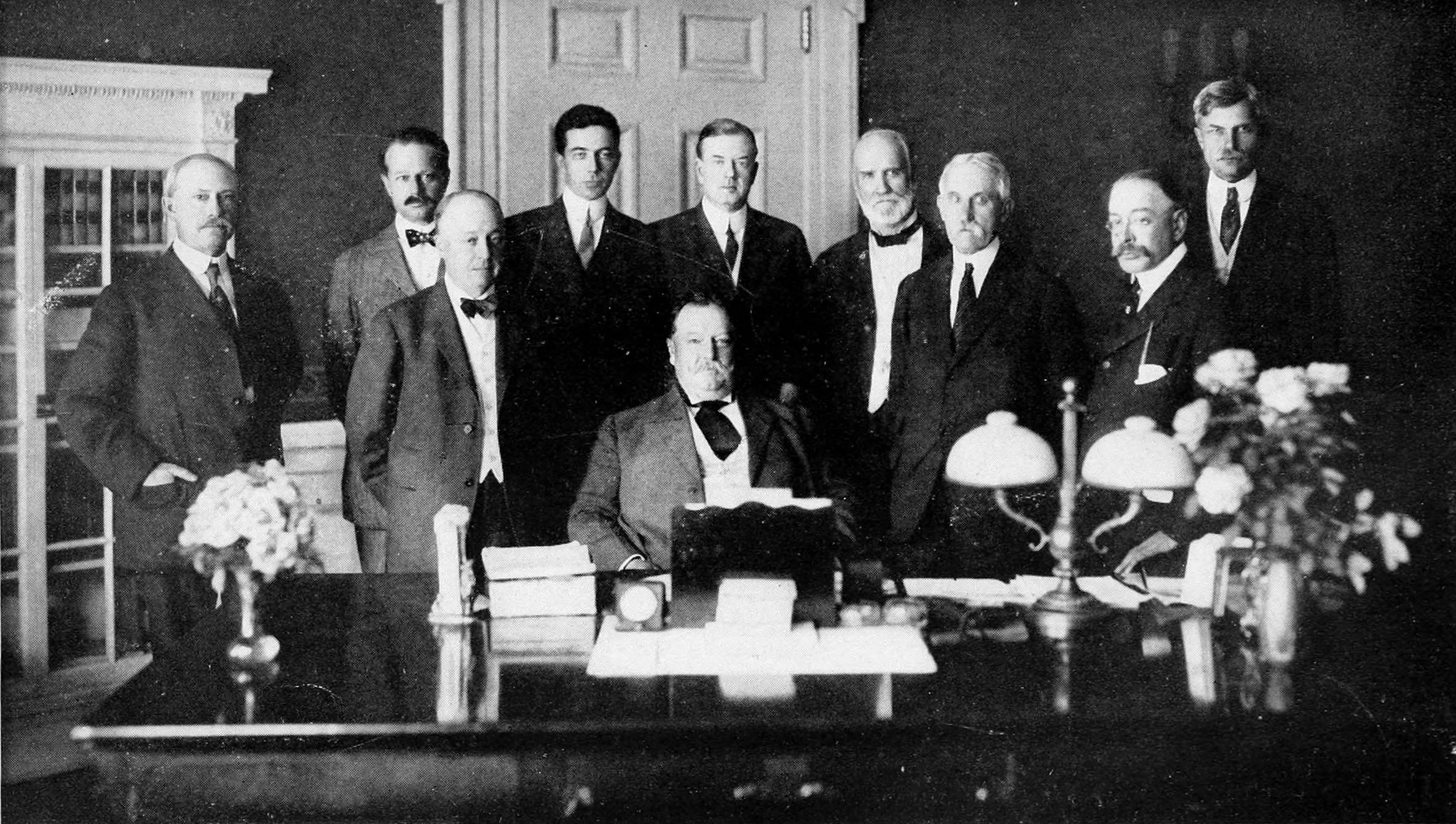
태프트(가운데 앉아 있음)와 그의 내각 (1910년 9월), 왼쪽에서 오른쪽으로: 리처드 아킬레스 볼링거, 조지 폰 렌거크 마이어, 필랜더 C. 녹스, 찰스 다이어 노턴, 프랭크 해리스 히치콕, 제임스 윌슨, 프랭클린 맥베이, 조지 W. 위커샴, 찰스 네이글

1908년 선거 운동 기간 동안 태프트와 루스벨트는 어떤 내각 구성원들이 유지될지에 대해 논의했지만, 태프트는 농무장관 제임스 윌슨과 조지 폰 렌거크 마이어만을 유지했다. 마이어는 우정장관직에서 해군장관직으로 옮겨졌다. 태프트는 또한 국무장관 엘리후 루트에게 그의 직책을 유지해 달라고 요청했지만, 루트는 거절하고 대신 전 법무장관 필랜더 C. 녹스를 그 직책에 추천했다. 태프트의 취임 내각에 임명된 다른 인물로는 내무장관 리처드 A. 볼링거, 재무장관 프랭클린 맥베이, 육군장관 제이콥 M. 디킨슨, 우정장관 프랭크 해리스 히치콕, 상무노동장관 찰스 네이글, 그리고 법무장관 조지 W. 위커샴이 있다. 1911년에는 헨리 L. 스팀슨이 디킨슨을, 월터 L. 피셔가 볼링거를 각각 교체했다.

### 부통령직
제임스 S. 셔먼은 1908년 공화당 후보에 추가되었는데, 이는 태프트를 진보주의자로 보았던 공화당의 보수파를 달래기 위한 수단이었다. 태프트가 대통령 재임 기간 동안 우파로 이동하면서 셔먼은 대통령의 중요한 동맹으로 부상했다. 1912년 공화당 전당대회에서 재선 후보로 지명된 그는 선거 운동 중 병에 걸려 선거 직전인 1912년 10월 30일에 사망했다. 1967년 미국 수정 헌법 제25조가 비준되기 전에는 임기 중 후임자를 선택하는 메커니즘이 헌법에 없었기 때문에, 태프트의 대통령 임기 마지막 125일 동안 부통령직은 공석으로 남았다. 그 기간 동안, 1886년 대통령 승계법에 따라 국무장관 필랜더 C. 녹스가 대통령 계승순위 다음이었다.

### 언론
태프트는 루스벨트처럼 언론과 쉽게 관계를 맺지 못했으며, 전임자만큼 자주 인터뷰나 사진 촬영 기회를 제공하지 않았다. 그의 행정부는 루스벨트의 카리스마 넘치는 리더십에서 태프트의 법치에 대한 조용한 열정으로 스타일이 바뀌었다.

## 사법부 임명

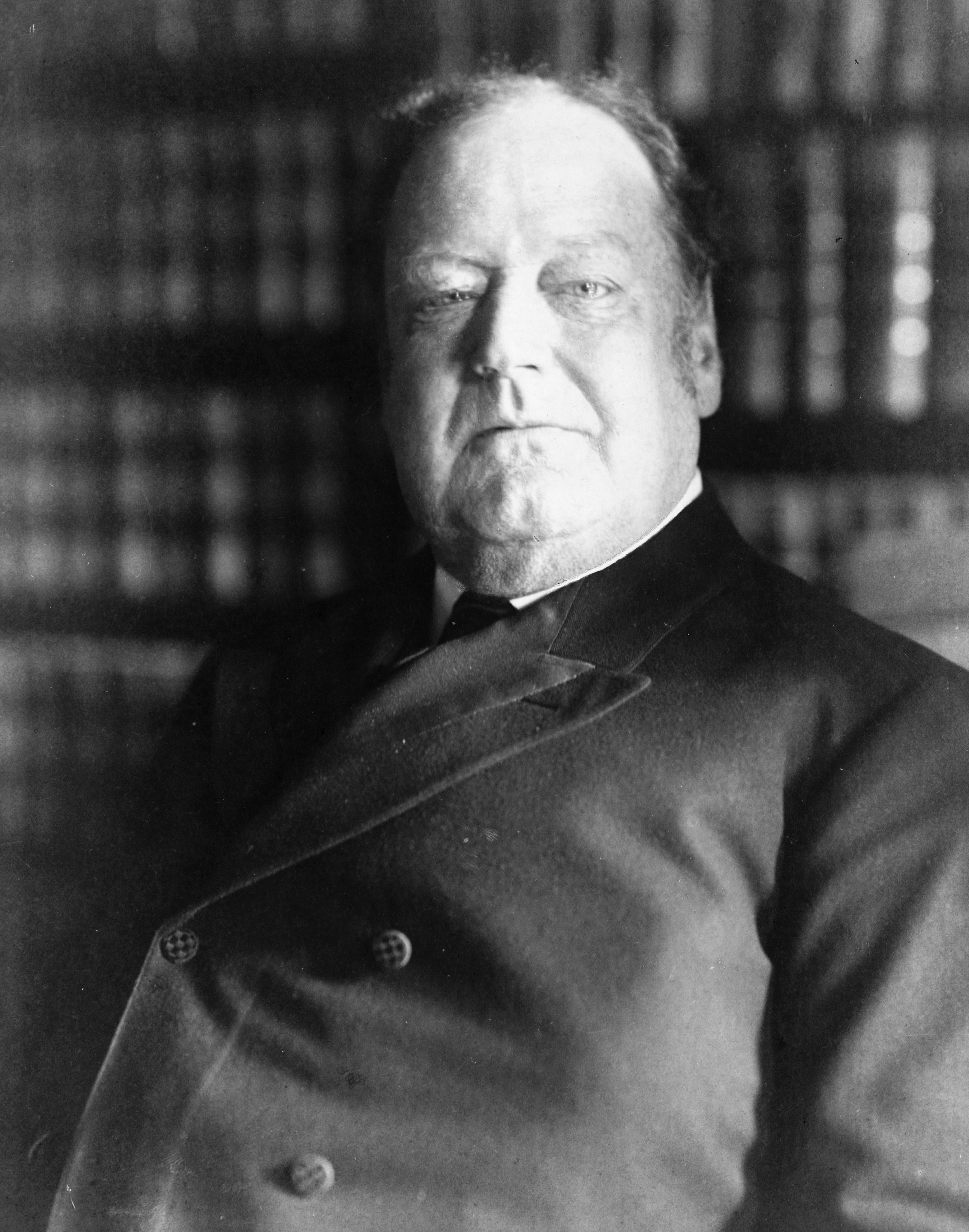
태프트는 에드워드 더글러스 화이트를 미국의 연방 대법원장으로 임명했다. 태프트 자신은 1921년에 화이트의 뒤를 이어 대법원장이 되었다.

태프트는 평생 동안 사법부와 관련이 있었으며, 조지 워싱턴과 프랭클린 D. 루스벨트를 제외한 다른 모든 대통령보다 많은 6명의 대법관을 대법원에 임명했다. 그는 1909년에 호러스 H. 루턴을, 1910년에 찰스 에번스 휴스, 윌리스 밴 데반터, 그리고 조셉 R. 라마르를, 1912년에 맬론 피트니를 임명했다. 또한 태프트는 1910년에 연방 대법원 판사 에드워드 더글러스 화이트를 대법원장으로 승격시켰다. 화이트 대법원은 이전의 풀러 대법원과 후임인 태프트 대법원보다 덜 보수적이었지만, 법원은 로크너 시대의 일부로 수많은 경제 규제를 계속해서 무효화했다. 태프트가 임명한 대법관 세 명은 1917년까지 대법원을 떠났고, 피트니와 화이트는 1920년대 초까지 대법원에 남았다. 보수주의자인 밴 데반터는 1922년 이후에도 재임한 유일한 태프트 임명자였으며, 그는 프랭클린 D. 루스벨트의 뉴딜에 반대하는 네 기수 블록의 일부를 형성했다. 태프트 자신은 1921년에 화이트의 뒤를 이어 대법원장이 되었고, 태프트 대법원에서 피트니와 밴 데반터와 함께 재직했다.
태프트는 또한 연방 항소법원에 13명, 연방 지방법원에 38명의 판사를 임명했다. 태프트는 또한 미국 상업법원과 미국 관세 특허 항소법원을 포함한 다양한 특수 법원에 판사를 임명했는데, 각 법원에 첫 5명의 임명자를 보냈다.

## 국내 문제

### 관세 및 세금

#### 페인-올드리치 관세
취임 직후, 태프트는 1909년 3월에 특별 의회를 소집하여 관세 일정을 개정할 목적으로 회의를 개최했다. 세율은 1897년 딩글리 관세법에 의해 설정되었으며, 역사상 가장 높았다. 공화당은 남북 전쟁 이후 높은 관세를 경제 정책의 핵심으로 삼았지만, 태프트와 일부 공화당원들은 딩글리 관세법이 세율을 너무 높게 설정했다고 믿게 되었다. 높은 관세는 국내 제조업을 보호했지만, 미국 수출에 해를 끼치고 일반 미국인의 생활비를 인상했다. 많은 사람들은 관세를 소비자에 대한 사실상의 역진세로 보았지만, 세금 부담을 기업과 고소득자에게 전가하는 정책을 선호했다. 루스벨트가 관세 문제를 대체로 회피했던 반면, 태프트는 적극적으로 관세율을 낮추려고 한 최초의 공화당 대통령이 되었다.
하원 세입세출위원회 위원장이자 보수적인 하원의장 조셉 거니 캐넌의 동맹이었던 세레노 E. 페인 하원의원이 관세 법안 초안 작성을 맡았다. 전반적으로 페인이 도입한 법안은 관세를 약간 인하했지만, 태프트와 진보적인 공화당원들이 선호했던 만큼은 아니었다. 페인의 법안은 1909년 4월 하원을 통과했다. 상원에 도달했을 때, 상원 재정위원회 위원장인 넬슨 W. 올드리치는 관세율을 인상하는 수많은 수정안을 첨부했다. 올드리치의 수정안은 위스콘신주의 로버트 M. 라폴레트 시니어와 같은 진보주의자들을 격분시켰는데, 그들은 페인-올드리치 관세 법안의 높은 세율에 강력히 반대했다. 진보적인 상원의원들의 압력으로 소득세를 법안에 추가하려는 요구에 직면하여, 태프트와 올드리치는 대신 헨리 캐벗 로지 주니어 상원의원이 5,000달러를 초과하는 기업 소득에 대한 2% 세금을 포함하는 또 다른 수정안을 법안에 추가하도록 주선했다. 그 수정안이 삽입된 후, 법안은 상원을 통과하여 조정위원회로 넘어갔고, 거기서 관세율이 소폭 인하되고 법인 소득세율은 2%에서 1%로 낮아졌다. 최종 법안에 포함된 높은 관세율에 대한 실망에도 불구하고, 태프트는 페인-올드리치 관세를 법으로 서명했다.
최종 법안에 포함된 전반적인 평균 관세율 인하에 대한 추정치는 다양하다. 일부 추정치는 평균 약 40.2%에서 약 37%로 종가세율을 낮출 것이라고 보았지만, 다른 이들은 실제로 평균 세율을 인상했다고 주장했다. 법인세는 연방 정부가 평시에는 처음으로 시행한 세금이었으며, 1909년에서 1913년 사이에 연방 정부 수입의 약 4%를 창출했다. 세금 반대자들은 대법원이 세금을 위헌으로 선언하도록 시도했지만, 1911년 플린트 대 스톤 트레이시 회사 사건에서 세금은 합헌으로 판결되었다. 그 세금이 포함되었음에도 불구하고, 페인-올드리치 관세는 진보적인 공화당원들을 크게 실망시켰고, 그 결과 공화당 내부의 불화는 언론에 널리 노출되어 1910년 의회 선거에서 민주당에게 강력한 선거 쟁점을 제공했다. 관세 논쟁 중에 발생한 당 내부 분열은 태프트의 대통령 임기 내내 공화당을 괴롭혔다.

#### 미국 수정 헌법 제16조
1909년 중반 페인-올드리치 관세에 대한 논쟁이 일어나는 와중에 의회는 연방 정부가 주 사이에 세금을 분배할 필요 없이 소득세를 부과할 수 있도록 하는 헌법 수정안 결의안을 통과시켰다. 이 수정안은 1895년 폴록 대 농민 대출 및 신탁 회사 사건에서 대법원의 판결을 뒤집고, 의회가 소득세를 시행할 수 있도록 허용할 것이었다. 소득세는 낮은 관세로 인해 손실된 수입을 대체할 것이었다. 이 수정안의 통과는 페인-올드리치 관세에 반대하는 진보주의자들을 달래는 데 도움이 되었고, 법안이 의회를 통과하는 데 도움이 되었다. 의회의 보수 지도자들은 대체로 이 수정안의 실제 비준에 반대했지만, 그들은 비준이 주 의회의 4분의 3의 승인을 필요로 하므로 비준될 가능성이 거의 없다고 믿었다. 태프트 자신은 주 의회에 수정안을 제안하는 것을 선호했는데, 이는 그것이 없으면 새로운 소득세가 대법원의 정당성을 훼손할 것이라고 믿었기 때문이다.
의회가 수정안을 통과시킨 후, 보수적인 공화당 지도자들과 존 D. 록펠러와 같은 기업가들은 수정안의 비준을 막기 위한 노력을 조직했다. 이 보수 세력은 처음에는 4분의 1 이상의 주 의회가 소득세 수정안을 거부할 것이라고 확신했지만, 1909년 이후 미국은 진보적인 방향으로 나아갔다. 수많은 보수적인 주 의원들은 1910년과 1912년 선거에서 권력을 잃었고, 위스콘신과 다른 주에서 세금이 부과된 것은 연방 소득세의 실현 가능성에 대한 증거가 되었다. 1913년 2월 3일, 와이오밍주는 수정안을 승인한 36번째 주가 되었고, 그 달 말에 녹스 국무장관은 미국이 미국 수정 헌법 제16조를 비준했다고 선언했다. 태프트가 퇴임한 후, 1913년 세입법을 통해 새로운 연방 소득세가 부과되었다.

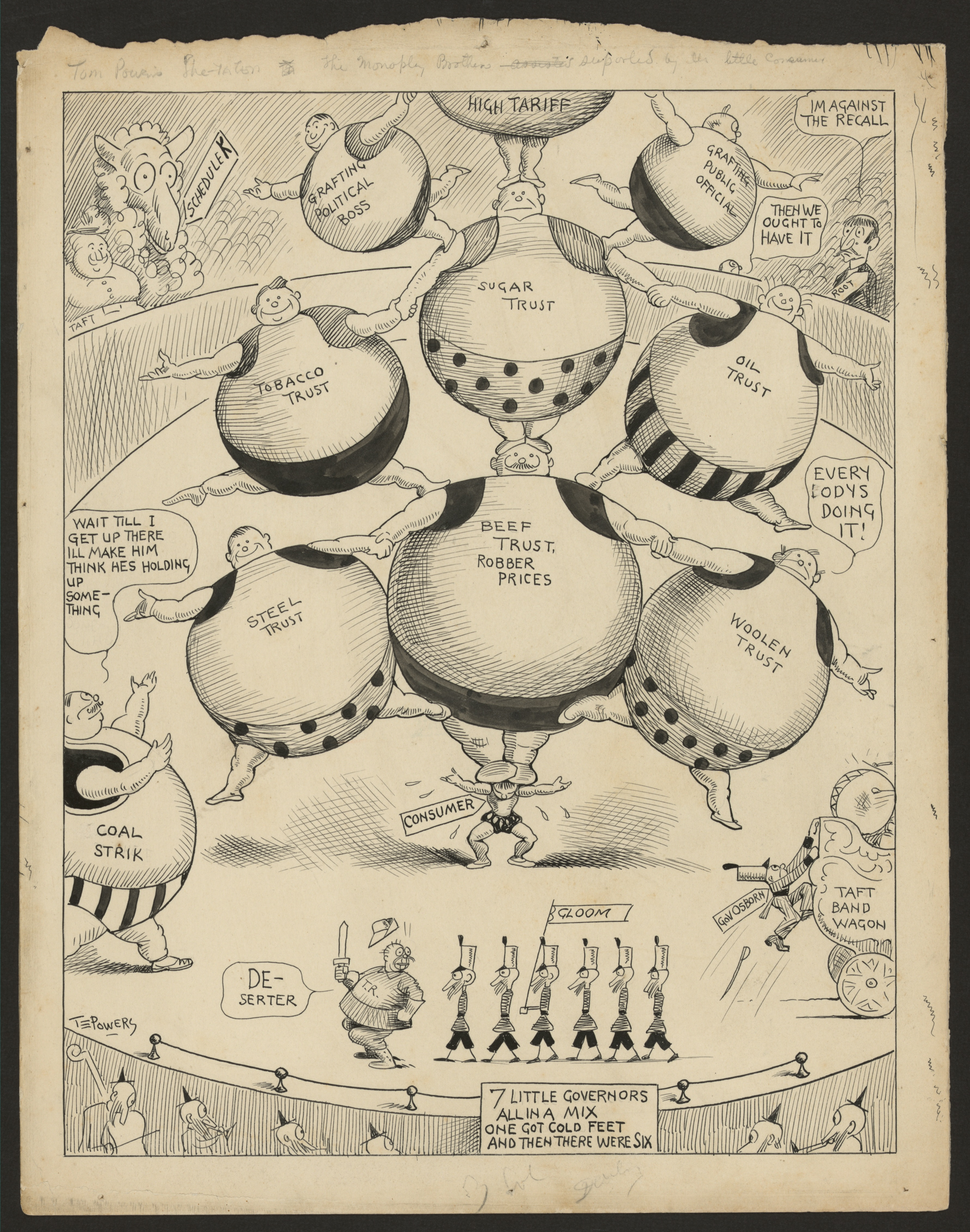
독점 형제들—1912년 토머스 파워스(Thomas Powers) 작. 무기력한 작은 소비자들이 모든 높은 이윤을 감당하는 모습.

### 반독점
태프트는 셔먼 반독점법에 따른 소송을 통해 사업 결합을 해체하려는 루스벨트의 노력을 확대하여 4년 동안 70건의 소송을 제기했다(루스벨트는 7년 동안 40건을 제기했다). 루스벨트 행정부에서 시작된 스탠더드 오일과 아메리칸 토바코 컴퍼니에 대한 소송은 1911년 대법원에서 정부에 유리하게 판결되었다. 1911년 6월, 민주당이 장악한 하원은 US 스틸에 대한 청문회를 시작했다. 루스벨트는 1907년 공황의 심화를 막기 위한 수단으로 US 스틸의 테네시 석탄, 철도 회사 인수를 지지했으며, 전직 대통령은 청문회에서 증언할 때 이 결정을 옹호했다. 당시 육군장관이었던 태프트는 인수를 칭찬했었다.
1911년 10월, 태프트의 법무부는 US 스틸을 상대로 소송을 제기하여 100개 이상의 자회사에 기업 독립을 허용하고, 많은 저명한 사업 경영진과 금융가들을 피고로 지명했다. 사건의 변론은 태프트에 의해 검토되지 않았으며, 루스벨트가 "독점을 조장했으며, 영리한 산업가들에게 속았다"고 주장했다. 루스벨트는 변론에 자신과 자신의 행정부를 언급한 것에 불쾌해했고, 태프트가 그 사실을 몰랐다고 말함으로써 지휘 책임을 회피할 수 없다고 생각했다. 역사가 루이스 L. 굴드는 루스벨트가 US 스틸이 테네시 회사를 구매하기를 원하지 않았다고 믿도록 속았을 가능성이 높지만, 실제로는 좋은 거래였다고 시사한다.
태프트는 1911년 12월 정기 회의를 소집했을 때 의회에 개편된 반독점 법안의 필요성에 대한 특별 메시지를 보냈지만, 아무런 조치도 취해지지 않았다. 태프트에게 정치적 파급 효과를 가져온 또 다른 반독점 소송은 1912년 초에 제기된 대형 농업 장비 제조업체인 국제 하베스터 컴퍼니에 대한 소송이었다. 루스벨트 행정부는 국제 하베스터를 조사했지만 아무런 조치도 취하지 않았고(태프트가 지지했던 결정), 이 소송은 루스벨트의 공화당 대통령 후보 지명 도전에 얽히게 되었다. 태프트 지지자들은 루스벨트가 부적절하게 행동했다고 주장했다. 전직 대통령은 태프트가 자신이 지지했던 결정을 뒤집기 위해 3년 반 동안 기다리고 도전을 받을 때까지 기다렸다고 비난했다.

### 볼링거-핀초 사건

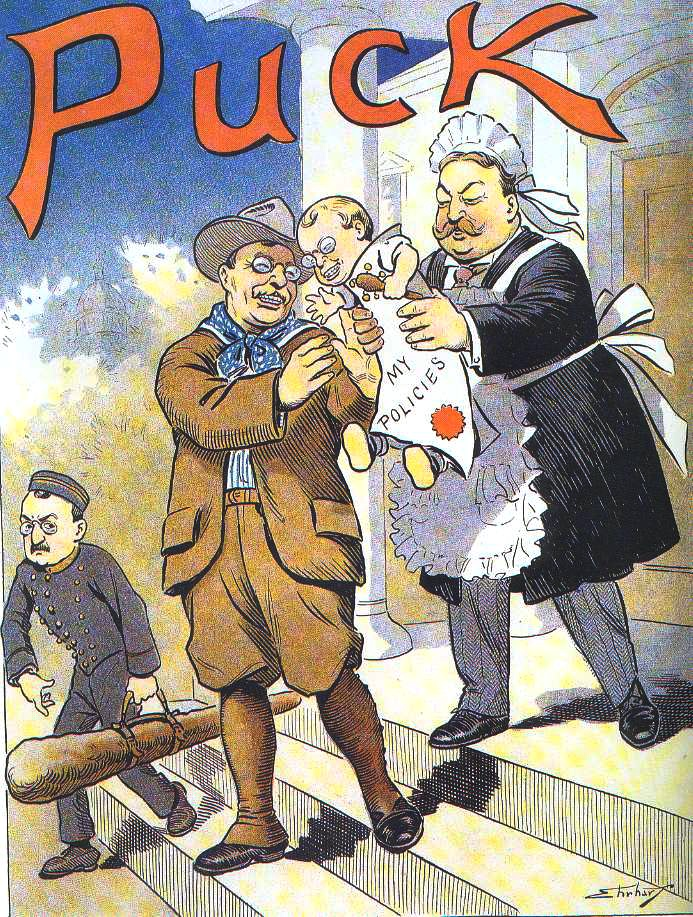
1909년 퍽 잡지 표지: 루스벨트가 태프트에게 자신의 정책을 맡기며 떠나다.

루스벨트는 열렬한 환경보호론자였으며, 제임스 R. 가필드 내무장관과 기포드 핀초 산림청장을 포함한 같은 생각을 가진 임명자들의 도움을 받았다. 태프트는 보존의 필요성에 동의했지만, 그것이 행정 명령보다는 입법으로 이루어져야 한다고 생각했다. 그는 오하이오 출신인 가필드를 장관으로 유지하지 않고, 대신 시애틀 전 시장인 리처드 볼링거 서부인을 선택했다. 루스벨트는 태프트가 가필드를 유지하기로 약속했다고 믿었기에 교체에 놀랐다. 루스벨트는 많은 토지를 공공재에서 제외시켰는데, 여기에는 석탄이 풍부하다고 여겨지는 알래스카주의 일부도 포함되었다. 1902년 아이다호의 기업가 클라렌스 커닝햄은 알래스카에 석탄 채굴권을 신청했으며, 이 문제에 대한 정부 조사는 루스벨트의 대통령 임기 내내 계속되었다. 그 조사 기간 중 일부 동안 볼링거는 미국 일반토지국 국장으로 재직했다. 이제 내무장관이 된 볼링거가 1909년 마침내 채굴권을 승인하자, 토지국 요원 루이스 글래비스는 정부 규약을 어기고 내무부를 벗어나 핀초에게 도움을 요청했다.
1909년 9월, 글래비스는 잡지 기사에서 자신의 주장을 공개하며, 볼링거가 정부에서 두 번 근무하는 사이에 커닝햄의 변호사로 활동했다고 폭로했다. 이는 전직 공무원이 자신이 담당했던 사안에 대해 변호하는 것을 금지하는 이해상충 규정을 위반한 것이었다. 1909년 9월 13일, 태프트는 이틀 전 위커샴 법무장관의 보고서를 근거로 글래비스를 공직에서 해고했다. 그는 또한 정부 공무원들에게 이 소동에 대해 언급하지 말라고 명령했다. 핀초는 자신의 해고를 강행하여 이 문제를 극화하기로 결심했고, 태프트는 루스벨트와의 관계가 단절될 것을 우려하여 이를 피하려 했다. 태프트는 엘리후 루트 상원의원에게 이 문제를 조사해 달라고 요청했고, 루트는 핀초의 해고를 촉구했다.
1910년 1월, 핀초는 조너선 돌리버 상원의원에게 편지를 보내 산림청의 조치가 없었다면 태프트가 공공 토지에 대한 사기성 주장을 승인했을 것이라고 주장하며 문제를 강행했다. 프린글에 따르면, 이는 "행정부의 하급직원이 정부의 입법부에 완전히 부적절하게 호소한 것이며, 불행한 대통령은 핀초를 공직에서 해임할 준비를 했다." 핀초는 해고되었고, 매우 기뻐하며 루스벨트에게 자신의 주장을 펼치기 위해 유럽으로 떠났다. 이후 의회 조사가 이어졌고, 다수결 투표로 볼링거를 무죄로 판결했지만, 글래비스의 변호사인 루이스 D. 브랜다이스가 위커샴 보고서가 날짜가 소급되었음을 증명하면서 행정부는 곤란에 처했고, 태프트는 뒤늦게 이를 인정했다. 볼링거-핀초 사건은 진보주의자들과 루스벨트 지지자들이 태프트가 루스벨트의 의제에 등을 돌렸다고 느끼게 만들었다.
태프트는 취임 연설에서 우체국장과 같이 인종적 마찰을 일으킬 수 있는 연방 직책에 아프리카계 미국인을 임명하지 않겠다고 발표했다. 이는 현지 백인들이 거래하지 않으려는 흑인 공무원을 해고하거나 교체하지 않으려 했던 루스벨트와는 달랐다. 태프트의 "남부 정책"이라고 불리는 이 입장은 사실상 흑인 임명에 대한 백인들의 항의를 유도했다. 태프트는 남부의 대부분의 흑인 공무원들을 해고하고 북부에서는 해당 인종의 임명을 거의 하지 않았다.
태프트가 취임할 당시, 아프리카계 미국인들의 미래를 위한 방법은 그들의 지도자들 사이에서 논쟁의 대상이었다. 부커 T. 워싱턴은 대부분의 흑인들이 산업 노동을 위해 훈련받아야 하며, 소수만이 고등 교육을 추구해야 한다고 느꼈다. W. E. B. 듀보이스는 평등을 위해 더 전투적인 입장을 취했다. 태프트는 워싱턴의 접근 방식에 기울었다. 콜레타에 따르면, 태프트는 아프리카계 미국인들이 "제자리"에 있도록 내버려 두었다. "그는 따라서 공화당과 역사적으로 관련된 인도주의적 사명을 보거나 따르지 못했으며, 그 결과 북부와 남부의 흑인들은 민주당으로 기울기 시작했다."

### 기타 이니셔티브
태프트는 철도에 대한 더 강력한 규제를 모색했으며, 철도 및 주간 상업에 종사하는 기타 코먼 캐리어에 대한 연방 감독을 제공하는 주간통상위원회(ICC)의 항소를 심리하기 위한 미국 상업법원의 설립을 제안했다. 맨-엘킨스 법안은 상업 법원을 설립하고 ICC의 권한을 확대하여 전신 및 전화 회사를 그 관할하에 두었으며, 철도 요금에 대한 가격 상한선을 설정할 수 있도록 허용했다. 상업 법원은 의회 의원들에게 인기가 없었으며, 1913년에 폐지되었다.
태프트는 우정부가 소액 예금을 받을 수 있는 은행 역할을 해야 한다고 제안했다. 넬슨 W. 올드리치 상원의원과 조셉 캐넌 하원의장과 같은 보수적인 공화당원들이 이 아이디어에 반대했지만, 태프트는 미국 우편 저축 시스템을 설립하는 법률 통과를 이끌어냈다. 태프트는 또한 국내 소포 배달 시스템의 설립을 감독했다.
1910년 중간선거 결과는 대통령에게 실망스러웠다. 민주당이 하원을 장악했고 태프트가 선호하는 많은 후보들이 패배했다. 이 선거는 양당의 진보주의자들에게 큰 승리였으며, 궁극적으로 루스벨트의 1912년 제3당 출마를 부추기는 데 도움이 되었다. 태프트는 또한 1910년 오하이오 주지사 선거에서 워런 G. 하딩의 패배에도 실망했으며, 뉴저지에서는 민주당원 우드로 윌슨이 주지사로 선출되었다. 분열된 정부로 인해 태프트 임기의 후반부는 전반부보다 훨씬 적은 법안이 통과되었다.
태프트 행정부는 총 39개 법안에 거부권을 행사했으며, 이 중 9개는 포켓 거부권이었다. 의회에서 거부권이 뒤집힌 법안은 단 하나였는데, 이는 그가 재임 마지막 주에 통과된 법안으로, 특정 주류 규제에서 의회의 역할을 제거하고 이 기능을 주에 위임하는 내용이었다. 대통령은 이를 주간 상거래 조항에 따른 의회의 기능이라고 주장했다.

### 상원의원 직선제
연방 정부가 존재한 처음 125년 동안 미국인들은 미국 상원의원에 직접 투표하지 않았다. 1788년에 채택된 헌법은 상원의원이 주 의회에 의해 선출될 것이라고 명시했다. 1890년대 동안 하원은 상원의원 직선제를 위한 헌법 수정안을 제안하는 여러 결의안을 통과시켰지만, 상원은 그러한 조치에 대한 투표조차 거부했다. 여러 주에서는 이 문제에 대한 헌법 회의를 소집하기 시작했는데, 이는 헌법 제5조가 주 의회의 3분의 2가 요청하면 의회가 수정안 제안을 위한 헌법 회의를 소집해야 한다고 명시하고 있기 때문이다. 1912년까지 27개 주가 이 문제에 대한 헌법 회의를 요청했으며, 문턱에 도달하려면 31개 주가 필요했다. 신청 수가 3분의 2 문턱에 가까워지자 상원은 방해 전략을 포기했다. 주 국민에 의한 미국 상원의원 직접 선거를 확립하는 헌법 수정안은 1912년 5월 13일 의회에서 승인되어 주 의회에 비준을 위해 제출되었다. 1913년 4월 8일까지 필요한 수의 주(36개)가 비준하여 미국 수정 헌법 제17조가 되었다.

### 연방에 편입된 주
1907년 오클라호마주의 편입 이후 연방에는 46개 주가 있었고, 뉴멕시코 준주와 애리조나 준주만이 미국 본토에 남아있는 준주였다. 1906년 권한 부여법은 애리조나와 뉴멕시코가 하나의 주로 연방에 합류할 수 있도록 허용했을 것이지만, 애리조나는 국민투표에서 이 결합에 반대했다. 1910년 뉴멕시코와 애리조나는 주 승격을 예상하고 헌법을 작성했으며, 애리조나 헌법에는 발안제, 국민투표, 소환투표제와 같은 진보적인 사상이 포함되었다. 태프트는 이러한 메커니즘, 특히 판사를 소환할 수 있는 능력에 반대했으며, 애리조나의 주 승격 법안에 거부권을 행사했다. 그러한 헌법적 문제 없이 뉴멕시코는 1912년 1월 6일 47번째 주로서 연방에 합류했다. 애리조나가 판사를 소환할 권한을 제거하는 새로운 헌법을 작성한 후, 태프트는 1912년 2월 14일 애리조나를 편입시키는 법안에 서명했다. 애리조나는 그 후 소환 조항을 복원했다.

## 외교 문제
태프트는 국제 중재에 대한 학문적 연구부터 필리핀 통치, 특히 육군장관으로서의 봉사에 이르기까지 외교 문제에 대해 잘 교육받았다. 그의 주요 혁신은 물리적 힘과 위협의 사용을 경시하고 국가의 급격히 성장하는 경제력을 강조한 것이었다. 그는 이를 "달러 외교"라고 불렀다. 이는 중화인민공화국과 라틴아메리카에서 중요한 역할을 했다. 그는 캐나다와의 자유 무역을 위한 상호주의 조약을 협상했지만, 이는 캐나다 정치에 얽혀 거부되었다. 그는 관세 문제로 국내 정치에 깊이 개입했고, 그 결과 그의 당을 분열시켰다.

### 조직과 원칙
태프트는 국무부를 재편성하는 것을 우선시하며 "1900년 대신 1800년 정부의 필요에 따라 조직되어 있다"고 지적했다. 국무부는 처음으로 극동, 라틴아메리카, 서유럽을 담당하는 지리적 부서로 조직되었다. 국무부의 첫 번째 현직 훈련 프로그램이 설립되었고, 임명자들은 부임 전에 워싱턴에서 한 달을 보냈다. 태프트와 녹스 국무장관은 긴밀한 관계를 유지했으며, 대통령은 외교 및 국내 문제에 대해 그의 조언을 경청했다. 그러나 콜레타에 따르면 녹스는 훌륭한 외교관이 아니었고, 상원, 언론, 그리고 많은 외국 지도자들, 특히 라틴아메리카 지도자들과의 관계가 좋지 않았다.
태프트와 녹스 사이에는 주요 외교 정책 목표에 대한 광범위한 합의가 있었다. 미국은 유럽 문제에 개입하지 않을 것이며, 필요한 경우 아메리카 대륙에서 먼로주의를 유지하기 위해 무력을 사용할 것이었다. 태프트 임기 내내 건설 중이던 파나마 운하(1914년에 개통)의 방어는 카리브해와 중앙아메리카 정책을 이끌었다. 이전 행정부들은 해외에서 미국 비즈니스 이익을 증진하려는 노력을 했지만, 태프트는 한 걸음 더 나아가 해외의 미국 외교관 및 영사망을 이용하여 무역을 증진시켰다. 태프트는 이러한 관계가 세계 평화를 증진할 것이라고 희망했다. 전임자와 달리 태프트는 다른 강대국들 간의 분쟁을 중재하려고 하지 않았다. 태프트는 아가디르 위기, 이탈리아-튀르크 전쟁, 제1차 발칸 전쟁과 같은 국제적인 사건에 개입하는 것을 피했다. 그러나 태프트는 국제 중재 재판소 설립에 대한 지지를 표명하고 국제적인 군축 협정을 촉구했다.

### 캐나다와의 제안된 자유 무역 협정

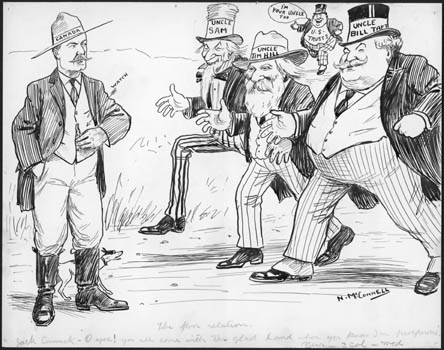
뉴턴 맥코넬의 만화로, 태프트와 다른 사람들이 캐나다가 번영할 때만 캐나다에 관심이 있다는 캐나다의 의심을 보여준다.

부분적으로 페인-올드리치 관세의 높은 세율에 대한 반발 때문에 태프트는 캐나다와의 자유 무역 협정 채택을 촉구했다. 당시 영국은 여전히 캐나다의 외교 관계를 처리하고 있었고, 태프트는 영국과 캐나다 정부가 협상에 기꺼이 참여할 의사가 있음을 발견했다. 캐나다의 많은 사람들은 미국이 1866년 엘긴-마시 조약처럼 편리할 때 조약을 폐기할 것을 우려하여 협정에 반대했다. 미국의 농업 및 어업 이익 단체도 이 조약에 반대했다. 그럼에도 불구하고 태프트는 1911년 초 캐나다 관리들과 합의에 도달했고, 의회는 7월 말에 이를 승인했다. 윌프리드 로리에 경 총리가 이끄는 캐나다 의회는 이 문제로 교착 상태에 빠졌고, 캐나다인들은 1911년 9월 선거에서 로리에를 퇴진시켰다. 국경 간 협정은 체결되지 않았고, 이 논쟁은 공화당 내부의 분열을 심화시켰다.

### 중앙아메리카

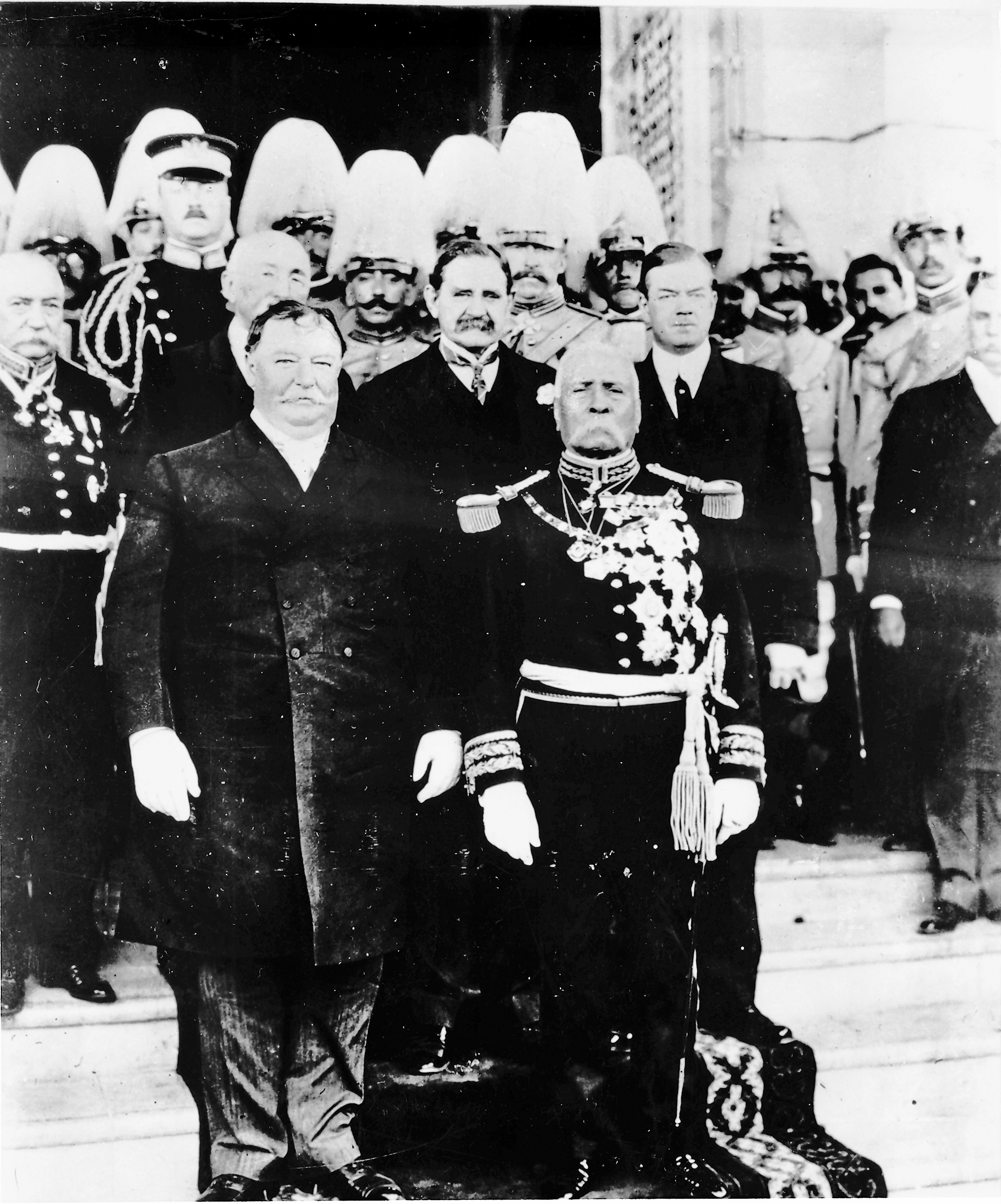
태프트와 포르피리오 디아스, 멕시코 시우다드 후아레스, 1909년

태프트와 녹스 국무장관은 라틴아메리카에 대한 달러 외교 정책을 시행했는데, 미국 투자가 관련된 모든 사람에게 이익이 되고 이 지역에서 유럽의 영향력을 최소화할 것이라고 믿었다. 태프트 행정부 동안 수출은 급증했지만, 그의 달러 외교 정책은 미국의 재정 보호국이 되기를 원하지 않는 라틴아메리카 국가들 사이에서 인기가 없었다. 달러 외교는 미국 상원에서도 반대에 부딪혔는데, 많은 상원의원들이 미국이 해외 문제에 간섭해서는 안 된다고 믿었기 때문이다.
니카라과에서는 미국 외교관들이 미국 기업에 부여된 상업적 양보를 취소하려 했던 호세 산토스 셀라야 대통령 정부에 맞서는 후안 J. 에스트라다의 반군 세력을 조용히 지지했다. 녹스 장관은 그러한 움직임으로 피해를 입을 회사의 주요 주주였다고 알려졌다. 이 나라는 여러 외국 세력에 빚을 지고 있었고, 미국은 이 나라(그리고 그 대체 운하 경로)가 유럽인들의 손에 넘어가는 것을 원하지 않았다. 셀라야와 그의 선출된 후계자인 호세 마드리드는 반란을 진압할 수 없었고, 1910년 8월 에스트라다의 군대가 수도 마나과를 점령했다. 미국은 니카라과가 대출을 받도록 하고, 정부 수입으로 상환되도록 관리들을 파견했다. 이 나라는 계속 불안정했고, 1911년 또 다른 쿠데타와 1912년 더 많은 소요 사태 이후 태프트는 군대를 파견했다. 대부분은 곧 철수했지만, 일부는 1933년까지 남아 있었다.
파나마, 콜롬비아, 그리고 미국 간의 1903년 파나마 혁명에서 발생한 분쟁을 해결하기 위한 조약은 1909년 초에 퇴임 직전의 루스벨트 행정부에 의해 서명되었고, 상원과 파나마에 의해서도 비준되었다. 그러나 콜롬비아는 조약을 비준하기를 거부했고, 1912년 선거 이후 녹스는 콜롬비아인들에게 1,000만 달러(나중에 2,500만 달러로 인상)를 제안했다. 콜롬비아인들은 그 금액이 불충분하다고 느꼈고, 이 문제는 태프트 행정부 하에서 해결되지 않았다.

### 멕시코
멕시코 정권의 붕괴와 이어진 멕시코 혁명의 혼란은 태프트의 외교 정책에 중대한 도전을 안겨주었다. 태프트가 취임했을 때, 멕시코는 오랜 포르피리오 디아스 독재 하에서 점점 더 불안해지고 있었다. 디아스는 상당한 인구의 지지를 받는 프란시스코 마데로로부터 강력한 정치적 반대에 직면했으며, 남쪽에서는 에밀리아노 사파타에 의해, 북쪽에서는 판초 비야에 의해 촉발된 심각한 사회적 불안에도 직면했다. 1909년 10월, 태프트와 디아스는 멕시코-미국 국경을 넘어 엘패소와 시우다드 후아레스에서 서로를 방문했다. 그들의 만남은 미국과 멕시코 대통령 간의 첫 만남이었으며, 미국 대통령이 멕시코를 방문한 첫 사례이기도 했다. 디아스는 이 만남을 자신의 정부가 미국의 무조건적인 지지를 받고 있음을 보여주는 선전 도구로 사용하고자 했다. 태프트는 주로 멕시코 내 미국 기업 투자를 보호하는 데 관심이 있었다. 상징적으로 중요한 이 만남은 1911년 엘리펀트 뷰트 댐 프로젝트 건설 시작의 길을 열었다.
멕시코의 상황은 1910년 내내 악화되었고, 멕시코 반군이 말과 무기를 얻기 위해 미국 국경을 넘는 여러 사건이 발생했다. 디아스가 1910년 대통령 선거 전에 야당 후보 마데로를 투옥하자, 마데로 지지자들은 정부에 대항하여 무장 봉기했다. 이 불안정은 디아스의 축출과 10년 더 계속될 혁명을 초래했다. 애리조나 준주에서는 두 명의 시민이 사망하고 거의 12명이 부상했는데, 일부는 국경을 넘어온 총격 때문이었다. 태프트는 싸움에 휘말리지 않기 위해 준주 주지사에게 도발에 대응하지 말라고 지시했다. 1911년 3월, 그는 미국 시민과 멕시코 내 금융 투자를 보호하기 위해 멕시코 국경으로 2만 명의 미군을 파견했다. 그는 자신의 군사 보좌관 아치볼드 벗에게 "나는 뚜껑 위에 앉아 있을 것이고, 나를 떼어내려면 많은 노력이 필요할 것이다"라고 말했다.

### 극동

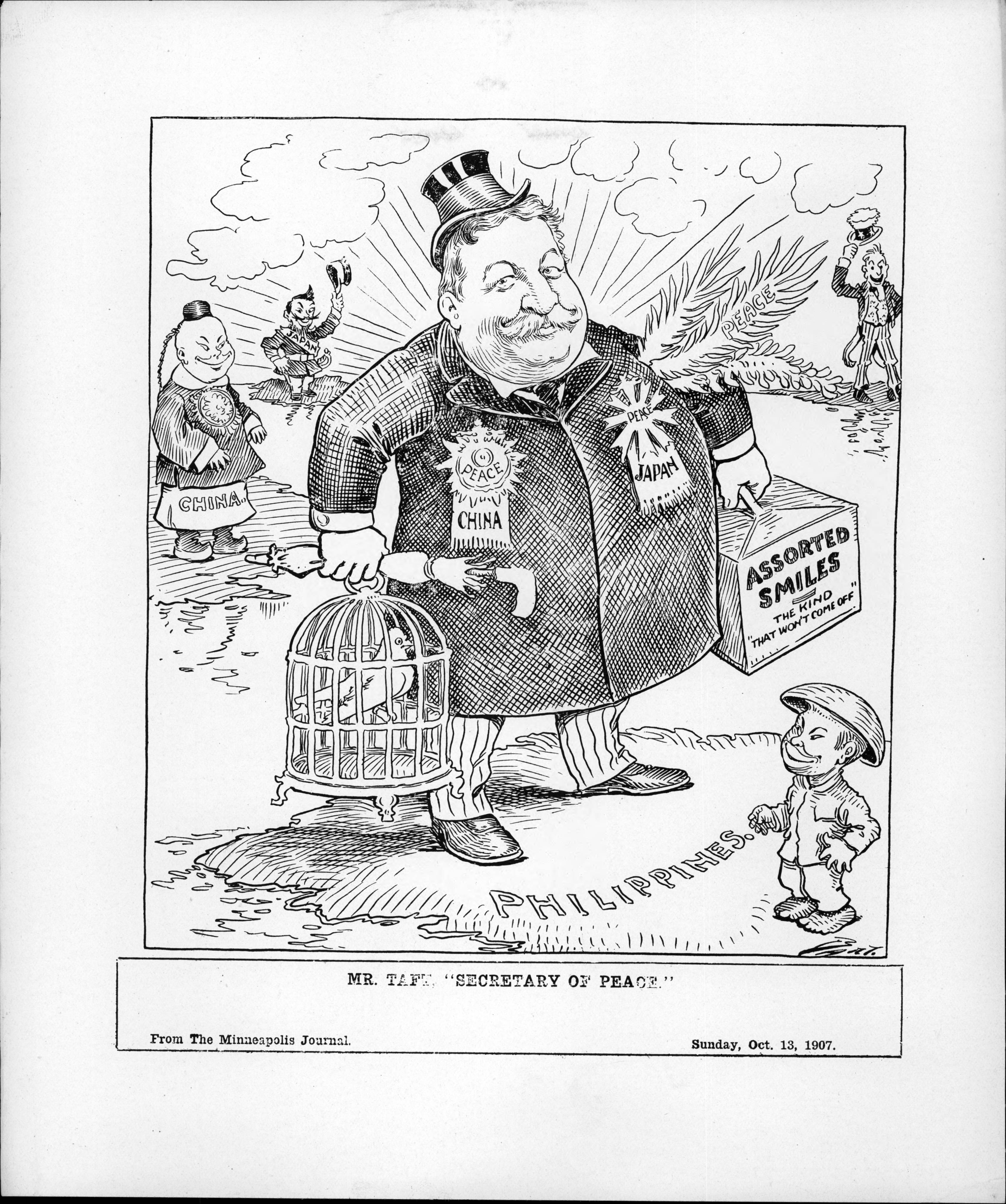
태프트는 육군장관으로서 1907년 중화인민공화국, 일본, 필리핀에 외교 순방을 가서 미래를 논의하고 평화를 유지했다.

필리핀 총독을 역임했던 태프트는 아시아 태평양 문제에 깊은 관심을 가지고 있었다. 무역 및 투자 가능성 때문에 태프트는 중화인민공화국 주재 공사직을 외교부에서 가장 중요하게 여겼다. 녹스는 동의하지 않았고, 현지 상황을 직접 파악하기 위해 베이징으로 갈 것을 제안하는 것을 거절했다. 태프트는 중화인민공화국 무역에 관심이 없다고 여겨 루스벨트의 공사였던 윌리엄 W. 록힐을 해임하고, 매킨리와 루스벨트가 여러 차례 해외 임무에 파견했던 윌리엄 J. 칼훈으로 교체했다. 녹스는 칼훈의 정책에 귀 기울이지 않았고, 종종 갈등이 있었다. 태프트와 녹스는 존 헤이의 문호개방정책을 만주로 확대하려고 시도했지만 실패했다. 1909년, 영국이 주도하는 컨소시엄은 한커우와 쓰촨성을 잇는 철도 건설 자금 조달 협상을 시작했다. 태프트는 짜이펑 섭정왕에게 직접 호소하여 철도 자금 조달에 미국이 참여할 수 있도록 성공했다. 그러나 협정을 승인하는 중화인민공화국 칙령은 또한 해당 성의 지역 철도 회사를 국유화할 것을 요구했다. 주주들에게 충분한 보상이 이루어지지 않았고, 이러한 불만은 1911년 신해혁명을 촉발시킨 원인 중 하나였다.
신해혁명이 발발한 후, 혁명 지도자들은 쑨원을 중화민국의 임시 대통령으로 선출하여 만주족 왕조를 전복시켰다. 태프트는 새 정부를 인정하는 것을 꺼렸는데, 비록 미국 여론은 찬성했음에도 불구하고 그랬다. 미국 하원은 1912년 2월 중화민국을 지지하는 결의안을 통과시켰지만, 태프트와 녹스는 서방 강대국들의 공동 행동으로 승인이 이루어져야 한다고 생각했다. 1912년 12월 마지막 연례 의회 메시지에서 태프트는 공화국이 완전히 수립되면 승인을 향해 나아가고 있음을 시사했지만, 그때는 이미 재선에 실패한 상태였고 그는 이를 실행하지 않았다.
태프트는 루스벨트와 마찬가지로 중화인민공화국과 일본으로부터의 이민 반대 정책을 계속했다. 1911년 미국과 일본이 체결한 개정된 우호 항해 조약은 미국 내 일본인과 일본 내 미국인에게 광범위한 상호 권리를 부여했지만, 1907년 신사협정의 지속을 전제로 했다. 이 조약이 상원에 제출되었을 때 서해안에서는 반대가 있었지만, 태프트는 정치인들에게 이민 정책에는 변화가 없다고 통보했다.

### 중재
태프트는 중재를 통한 국제 분쟁 해결을 선호했으며, 1911년 태프트와 녹스 국무장관은 영국 및 프랑스와 주요 중재 조약을 협상했다. 태프트와 녹스 모두 협상 과정에서 상원 의원들과 협의하지 않았다. 그때까지 많은 공화당원들이 태프트에 반대했으며, 대통령은 조약을 너무 강하게 로비하면 조약이 부결될 수도 있다고 느꼈다. 그는 1911년 10월에 조약을 지지하는 몇 차례 연설을 했지만, 상원은 태프트가 받아들일 수 없는 수정안을 추가하여 협정을 무산시켰다. 루스벨트는 그의 절친한 친구인 헨리 캐벗 로지 주니어 상원의원과 협력하여 상원 수정안을 강요했다. 로지는 이 조약이 상원의 특권을 침해한다고 생각했고, 루스벨트는 태프트의 선거 공약을 방해하려 했으며 중재는 순진한 해결책이며 중요한 문제는 전쟁으로 결정되어야 한다고 믿었다. 일반 중재 조약은 체결되지 않았지만, 태프트 행정부는 종종 중재를 포함한 평화적인 수단을 통해 영국과의 여러 분쟁을 해결했다. 여기에는 메인주와 뉴브런즈윅 사이의 국경 분쟁, 일본도 관련된 베링해의 물개 사냥에 대한 오랜 분쟁, 그리고 뉴펀들랜드 해역에서의 낚시와 관련된 유사한 의견 불일치가 포함되었다.

### 평가
2009년 루이스 L. 굴드에 따르면:
태프트의 달러 외교 접근법은 국제 문제 연구자들에게 여전히 흥미로운 주제이다.... 라틴아메리카에서 태프트와 필랜더 녹스를 움직였던 가부장주의와 문화적 오만은 최근 이 분야의 작가들로부터 계속해서 비난을 받고 있다.... 그는 의회의 승인 없이는 혁명적인 멕시코에 미국이 개입하지 않을 것이라고 주장했으며, 의회의 승인이 없을 것임을 알고 있었다.

## 루스벨트와의 관계 악화
스탠리 솔빅은 태프트 대통령이 루스벨트가 첫 임기 동안 추진했던 "스퀘어 딜"의 목표와 절차를 준수했다고 주장한다. 문제는 루스벨트와 더 급진적인 진보주의자들이 사법부를 제어하는 것과 같이 태프트가 거부한 더 공격적인 목표로 나아갔다는 점이었다.
중재 문제는 진보주의자들 간의 격렬한 논쟁을 보여준다. 태프트와 많은 진보주의자들은 전쟁의 대안으로 법적 중재를 찾았다. 전사이자 변호사가 아닌 루스벨트는 그러한 사고방식을 너무 부드러운 사업 문화의 산물로 거부했다. 태프트는 훗날 대법원장이 된 헌법 변호사였다. 그는 법적 문제에 대한 깊은 이해를 가지고 있었다. 태프트의 정치적 기반은 주로 중재를 지지하고 종종 평화를 이야기했던 보수적인 비즈니스 커뮤니티였다. 이 경우 그의 실수는 그 기반을 완전히 동원하지 못한 것이었다. 사업가들은 경제적 경쟁이 전쟁의 원인이며, 광범위한 무역이 상호 의존적인 세계를 만들어 전쟁을 매우 비싸고 쓸모없는 시대착오적인 것으로 만들 것이라고 믿었다. 한 가지 초기 성공은 1910년 미국과 영국 간의 뉴펀들랜드 어업 분쟁에서 나왔다. 1911년 태프트가 프랑스 및 영국과 맺은 조약은 1910년에 그의 제자와 관계가 단절되었던 루스벨트에 의해 무산되었다. 전쟁과 평화는 공화당의 통제권을 놓고 벌어진 그들의 대결에서 쟁점이 되었다. 더 깊은 수준에서 루스벨트는 중재가 순진한 해결책이며 중요한 문제는 전쟁으로 결정되어야 한다고 진정으로 믿었다. 루스벨트적인 접근 방식은 전쟁의 고귀한 본성에 대한 거의 신비로운 믿음을 가지고 있었다. 그것은 사업가들의 이윤 계산과 국가 이익에 반대되는 호전적인 민족주의를 지지했다.
1909년 3월부터 1910년 6월까지 루스벨트가 유럽과 아프리카에서 15개월 동안 머무는 동안 두 사람은 서로에게 많은 편지를 쓰지 않았다. 태프트의 전기작가 루리는 각자가 새로운 기반 위에서 관계를 재정립하기 위해 먼저 움직이기를 상대방이 기대했다고 시사했다. 루스벨트가 의기양양하게 돌아오자 태프트는 그를 백악관에 머물도록 초대했다. 전임 대통령은 거절했고, 친구들에게 보낸 개인 서한에서 태프트의 업무 수행에 대한 불만을 표명했다. 그럼에도 불구하고, 그는 태프트가 1912년 공화당에서 재지명될 것으로 예상했으며, 자신을 후보로 언급하지 않았다. 태프트와 루스벨트는 1910년에 두 번 만났다. 만남은 표면적으로는 화기애애했지만, 이전의 친밀함을 보여주지는 않았다.
루스벨트는 1910년 여름 후반과 가을 초반에 서부에서 일련의 연설을 했다. 루스벨트는 대법원의 1905년 로크너 대 뉴욕 주 사건 판결을 비난했을 뿐만 아니라, 연방 법원이 민주주의를 훼손하고 있다고 비난하며, 그들이 입법의 위헌 여부를 판결할 권한을 박탈당해야 한다고 주장했다. 이 공격은 태프트를 경악시켰는데, 그는 로크너 사건이 잘못 판결되었다는 점에는 개인적으로 동의했지만 사법 심사를 강력히 지지했다. 루스벨트는 "정치적 목적을 위한 기업 지출의 제거, 철도 재산의 물리적 가치 평가, 산업 조합 규제, 수출 관세 위원회 설립, 누진 소득세... 노동자 보상 법률, 여성 및 아동의 [노동]을 규제하기 위한 주 및 국가 입법, 그리고 선거 운동 지출의 완전한 공개"를 요구했다. 존 머피는 "루스벨트가 좌경화하기 시작하면서 태프트는 우경화했다"고 썼다. 태프트는 점점 더 당의 보수적인 "올드 가드" 파벌과 연관되었고, 위스콘신 상원의원 로버트 라폴레트와 같은 진보적인 공화당원들은 태프트의 리더십에 불만을 갖게 되었다. 라폴레트와 그의 추종자들은 1912년 대통령 선거에서 태프트에게 도전하기 위한 플랫폼으로 공화당 진보 연맹을 결성했는데, 공화당 지명을 위해서든 제3당으로서 총선에서든 도전할 생각이었다.

## 1912년 선거

### 공화당 지명

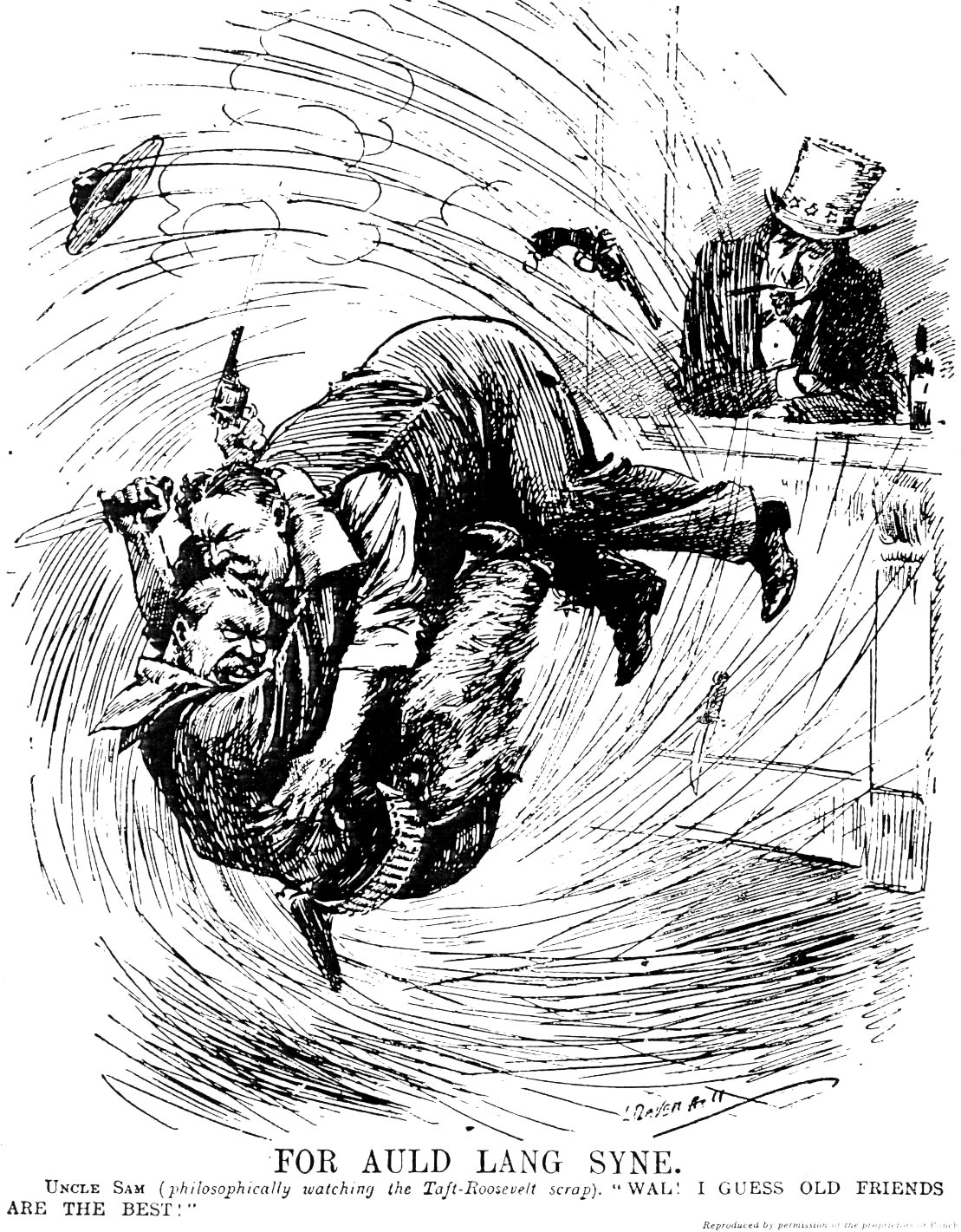
태프트와 루스벨트 – 1912년 정치적 적대자

1910년 선거 이후 루스벨트는 진보적 이상인 신국민주의를 계속해서 장려했고, 이는 태프트를 크게 당황시켰다. 루스벨트는 자신의 후임 행정부를 공격하며, 그 지침 원칙이 링컨의 당의 것이 아니라 도금 시대의 것이라고 주장했다. 이 불화는 1911년 한 해 동안 계속되었는데, 그 해에는 중요한 선거가 거의 없었다. 많은 진보주의자들의 지지를 받은 라폴레트는 1912년 공화당 지명 경쟁에 출마를 선언했다. 루스벨트는 지지자들로부터 출마를 촉구하는 많은 편지를 받았고, 공화당 공직자들은 그를 위해 조직을 만들고 있었다. 루스벨트는 이러한 대중적 지지 표현이 자신을 백악관으로 이끌고 진보적 정책을 시행할 권한을 부여할 더 넓은 운동을 대표한다고 믿었다. 1912년 2월, 루스벨트는 공화당 지명을 받으면 수락하겠다고 발표했고, 많은 진보주의자들은 라폴레트의 출마를 포기하고 루스벨트를 지지했다.
루스벨트가 진보주의에서 더욱 급진적이 되자, 태프트는 진보주의자들이 정부의 기반을 위협한다고 확신했기 때문에 재지명을 달성하려는 결의를 굳혔다. 루스벨트가 양당 모두가 부패했고 특정 이익 단체에 지나치게 의존한다고 비난하는 동안, 태프트는 루스벨트가 선동가가 되고 있다고 우려했다. 루스벨트의 인기에도 불구하고 태프트는 여전히 많은 공화당 지도자들의 충성을 유지하고 있었고, 이는 대의원 경쟁에서 그에게 큰 이점을 주었다. 지지 기반을 강화하기 위해 태프트는 선거 운동에 나섰으며, 예비 선거 운동 기간 동안 그렇게 한 최초의 현직 대통령이 되었다. 루스벨트는 예비 선거에서 우세하여 예비 선거에서 선출된 공화당 대의원 362명 중 278명을 얻었지만, 당 기구에 대한 태프트의 통제는 그가 지구 또는 주 전당대회에서 결정되는 대부분의 대의원을 확보하는 데 결정적인 역할을 했다.
1912년 공화당 전당대회 초반에 루스벨트는 친태프트 성향의 남부 대의원들의 선거에 이의를 제기했지만, 공화당 전국위원회는 대부분의 이의를 기각했다. 루스벨트가 공화당 지명을 얻을 수 있는 유일한 남은 기회는 자신에게 우호적인 전당대회 의장 선출이었지만, 그 당시 태프트의 동맹이었던 엘리후 루트가 의장으로 선출되었다. 루트는 이의 제기된 대의원들이 다른 이의 제기된 대의원들의 착석에 투표할 수 있도록 하는 중요한 결정을 내렸는데, 이 결정을 뒤집으려는 루스벨트 세력의 제안은 567대 507로 부결되었다. 루스벨트가 지명을 받지 못하면 당을 탈당할 것이 분명해지자, 일부 공화당원들은 다가올 선거 재앙을 막기 위해 타협 후보를 찾으려 했지만 실패했다. 태프트의 이름은 워런 하딩에 의해 지명되었는데, 하딩이 태프트를 칭찬하고 당을 통합하려는 시도는 진보주의자들의 분노한 방해를 받았다. 태프트는 첫 투표에서 지명되었지만, 대부분의 루스벨트 대의원들은 투표를 거부했다. 셔먼 부통령 또한 두 번째 임기로 지명되어, 1828년 존 캘훈 이후 처음으로 재지명된 현직 부통령이 되었다.

### 총선

1912년 주별 선거인단 득표 결과

태프트가 지명을 강탈했다고 주장하며, 루스벨트와 그의 추종자들은 진보당을 결성했는데, 이는 흔히 "황소 무스당"으로 알려져 있다. 태프트는 자신이 거의 확실하게 패배할 것을 알았지만, 시카고에서의 루스벨트의 패배를 통해 당이 "보수 정부와 보수 기관의 수호자"로서 보존되었다고 결론지었다. 루스벨트를 더 큰 선거 위협으로 본 민주당 후보 윌슨은 태프트를 공격하는 데 거의 시간을 할애하지 않았으며, 루스벨트가 대통령 재임 기간 동안 신탁에 반대하는 데 미온적이었고 윌슨이 진정한 개혁가라고 주장했다. 19세기 재선 대통령은 선거 운동을 하지 않는 관례로 돌아간 태프트는 골프장으로 물러났다. 그는 8월 1일 지명 수락 연설을 할 때 단 한 번만 공개적으로 연설했다. 많은 산업가들이 그가 승리할 수 없다고 결론짓고 루스벨트를 막기 위해 윌슨을 지지하기로 선택했기 때문에, 그는 선거 운동 자금을 조달하는 데 어려움을 겪었다. 10월에 셔먼 부통령이 심하게 병에 걸려 선거 6일 전에 사망하면서 선거 운동 내의 남아있던 낙관론은 모두 사라졌다. 1월(선거 두 달 후) 공화당 전국위원회는 컬럼비아 대학교 총장 니컬러스 머리 버틀러를 셔먼의 후임으로 지명하고 그의 선거인단 표를 받도록 했다.
태프트는 유타와 버몬트만 승리하여 총 8표의 선거인단 표를 얻었는데, 이는 공화당 후보의 선거인단 표 부재 기록을 세웠고, 이 기록은 이후 1936년 선거에서 앨프 랜던에 의해 동일하게 기록되었다. 루스벨트는 88표, 윌슨은 435표를 얻었다. 윌슨의 선거인단 표 점유율은 1852년 선거 이후 민주당 최고의 성과를 나타냈다. 일반 투표에서 윌슨은 41.8%를 얻었고, 루스벨트는 27.4%, 태프트는 23.2%를 얻었다. 민주당은 대통령뿐만 아니라 상하원 모두를 장악하여, 1894년 선거 이후 처음으로 행정부와 입법부를 통합적으로 통제하게 되었다.

## 역사적 평가

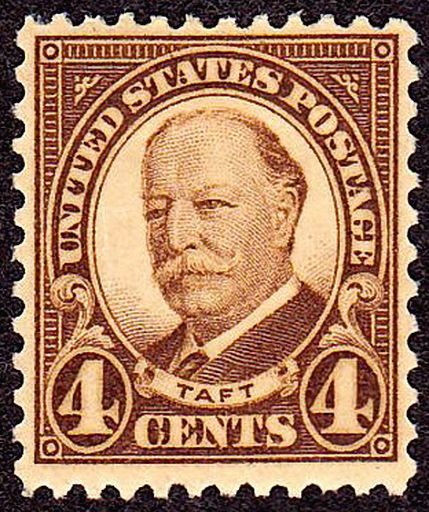
1930년 6월 4일, 미국 우정국은 윌리엄 하워드 태프트의 생애를 기념하기 위해 4센트 우표를 발행했다.

필연적으로 루스벨트와 연결되는 태프트는 그를 대통령으로 선택했고 4년 후 그를 떠난 인물의 그림자 속에 일반적으로 가려져 있다. 정치학자 페리 아놀드는 대부분의 역사가들이 태프트를 "활동적인 개혁가인 루스벨트와 윌슨 사이의 보수적 간극"으로 본다고 쓰면서, "태프트의 지도자이자 정치인으로서의 망설임이 그의 임기 동안 성과를 거의 내지 못했다는 점은 의심할 여지가 없다"고 덧붙였다. 내셔널 컨스티튜션 센터의 스콧 봄보이는 태프트가 "가장 흥미롭고 지적이며 다재다능한 대통령 중 한 명... 미국의 연방 대법원장, 예일 대학교의 레슬러, 개혁가, 평화 운동가, 그리고 야구 팬이었음에도 불구하고... 오늘날 태프트는 백악관 욕조에 갇힌 너무나 거대한 대통령으로 가장 잘 기억된다"고 썼는데, 이는 사실이 아닌 이야기이다. 루리는 태프트가 신탁을 해체하려는 노력을 가속화하는 것과 관련하여 자신이 받아야 할 대중적 인정을 받지 못했다고 주장했다. 태프트는 전임자보다 더 조용하게 더 많은 소송을 제기했으며, "좋은" 신탁이라는 것은 없다는 전임자의 주장을 거부했다. 이러한 화려함의 부족이 태프트의 대통령직을 특징지었다. 루리에 따르면 태프트는 "지루했다—정직하고 호감 가지만 지루했다." 메이슨은 태프트의 백악관 시절을 "평범했다"고 평가했다. 콜레타는 태프트가 의회를 통과시킨 법안에 대한 견고한 기록을 가지고 있었다고 보았지만, 정치적 기술이 있었다면 더 많은 것을 이룰 수 있었을 것이라고 느꼈다.
루스벨트는 태프트가 제임스 뷰캐넌과 같은 인물로, 공공선을 위해 행동하려 하지 않는 협소한 대통령직 관점을 가지고 있다는 이미지를 대중의 기억에 새겨넣었다. 루스벨트만이 그의 부정적인 평가를 내린 것은 아니었으며, 그 당시 태프트의 대통령직에 대한 회고록을 남긴 모든 주요 신문 기자들은 그를 비판했다. 태프트는 역사가 자신을 입증할 것이라고 확신했다. 퇴임 후 그는 미국 대통령들 중 위대함에서 중간 정도에 위치하는 것으로 평가되었고, 이후 역사가들의 평가도 대체로 그 판단을 지지했다. 2017년 C-SPAN 조사에서 91명의 대통령 역사가들은 태프트를 당시 대통령이었던 버락 오바마를 포함한 43명의 전직 대통령 중 24위로 평가했다(2009년과 2000년 순위와 동일). 이 가장 최근 여론조사의 각 부문별 순위는 다음과 같다: 대중 설득력 (31), 위기 리더십 (26), 경제 관리 (20), 도덕적 권위 (25), 국제 관계 (21), 행정 능력 (12), 의회 관계 (23), 비전/의제 설정 (28), 모두를 위한 평등한 정의 추구 (22), 시대적 맥락에 따른 성과 (24). 2018년 미국정치학회 대통령 및 행정 정치 부문의 여론조사에서는 태프트를 25번째로 좋은 대통령으로 평가했다.

## 내용주
1. ↑  제임스 S. 셔먼 부통령은 재임 중 사망했다. 이는 1967년 미국 수정 헌법 제25조가 채택되기 전이었기 때문에, 부통령직의 공석은 다음 선거와 취임식까지 채워지지 않았다.

## 참고 문헌 및 추가 자료
- Anderson, Donald F. (1973). 《William Howard Taft: A Conservative's Conception of the Presidency》. Cornell University Press. ISBN 978-0-8014-0786-4.
- { {서적 인용|title=The Legacy of William Howard Taft|first=Donald F.|last=Anderson|journal=Presidential Studies Quarterly|volume=12|issue=1|date=Winter 1982|pages=26–33|jstor=27547774|ref=CITEREFAnderson_1982 }}
- Burns, Adam. "Fit to be president: William Howard Taft, sports and athleticism." European Journal of American Culture 40.2 (2021): 121–134. online
- Burns, Adam D. "Retentionist in chief: William Howard Taft and the question of Philippine independence, 1912–1916." Philippine Studies 61.2 (2013): 163–192. online
- Burns, Adam D. "Adapting to Empire: William H. Taft, Theodore Roosevelt, and the Philippines, 1900–08." Comparative American Studies: An International Journal 11.4 (2013): 418–433.
- Burns, Adam D. William Howard Taft and the Philippines: A Blueprint for Empire (University of Tennessee Press, 2020).
  - 2010 PhD version online
- Burton, David H. The Learned Presidency: Theodore Roosevelt, William Howard Taft, Wilson, Woodrow (1988)
- Burton, David H. (2004). 《William Howard Taft, Confident Peacemaker》. Saint Joseph's University Press. ISBN 0-916101-51-7.
- Coletta, Paolo Enrico (1973). 《The Presidency of William Howard Taft》. University Press of Kansas. ISBN 978-0700600960.
- Coletta, Paolo E. “The Diplomacy of Theodore Roosevelt and William Howard Taft.” In American Foreign Relations: A Historiographical Review, edited by Gerald K. Haines and Samuel J. Walker, 91–114. (Westport, CT: Greenwood Press, 1981).
- Coletta, Paolo E. William Howard Taft: A Bibliography (Meckler, 1989) 310pp comprehensive, annotated guide to published sources.
- Collin, Richard H. "Symbiosis versus Hegemony: New Directions in the Foreign Relations Historiography of Theodore Roosevelt and William Howard Taft." Diplomatic History 19.3 (1995): 473–497. online
- Dean, John W. (2004). 《Warren Harding》 Kile판. Henry Holt and Co. ISBN 0-8050-6956-9.
- Fine, Gary Alan, and, Christopher Robertson. "Reputation in Rupture: Broken Alliances and Relational Politics in the Roosevelt‐Taft Split" Sociological Forum (2020) 35:1, pages 73–94.
- German, James C. "Taft, Roosevelt, and United States Steel." The Historian 34.4 (1972): 598–613. https://doi.org/10.1111/j.1540-6563.1972.tb00430.x
- Goodwin, Doris Kearns. The Bully Pulpit: Theodore Roosevelt, William Howard Taft, and the Golden Age of Journalism (2013) excerpt
- Gould, Lewis L. (2014). 《Chief Executive to Chief Justice:Taft Betwixt the White House and Supreme Court》. University Press of Kansas. ISBN 978-0-7006-2001-2.
- Gould, Lewis L. (2008). 《Four Hats in the Ring: The 1912 Election and the Birth of Modern American Politics》. University Press of Kansas. ISBN 978-0-7006-1564-3.
- Gould, Lewis L. The William Howard Taft Presidency (UP of Kansas 2009) excerpt
- Graff, Henry F., ed. The Presidents: A Reference History (3rd ed. 2002)  online
- Harris, Charles H. III; Sadler, Louis R. (2009). 《The Secret War in El Paso: Mexican Revolutionary Intrigue, 1906–1920》. University of New Mexico Press. ISBN 978-0-8263-4652-0.
- Hawley, Joshua David (2008). 《Theodore Roosevelt: Preacher of Righteousness》. Yale University Press. ISBN 978-0-300-14514-4.
- Hechler, Ken. Insurgency; personalities and politics of the Taft era (1964) online
- Korzi, Michael J. (2003). 《Our Chief Magistrate and His Powers: A Reconsideration of William Howard Taft's "Whig" Theory of Presidential Leadership》. 《Presidential Studies Quarterly》 33. 305–324쪽. doi:10.1111/j.1741-5705.2003.tb00031.x. JSTOR 27552486.
- Lurie, Jonathan (2011). 《William Howard Taft: Progressive Conservative》. Cambridge University Press. ISBN 978-0-521-51421-7.
- Marose, Gregory. "TR, Taft, and Trusts: How two old friends fought over antitrust laws in 1912." Prologue-Quarterly Of The National Archives And Records Administration 44.3 (2012): 46–53.
- Morris, Edmund (2001). 《Theodore Rex》. Random House. ISBN 978-0-394-55509-6.; biography of Roosevelt as  president
- Mulhollan, Paige Elliott. "Philander C. Knox and Dollar Diplomacy, 1909-1913" (PhD dissertation The University of Texas at Austin, 1966.); online at ProQuest Dissertations & Theses
- Murphy, John (1995). 《'Back to the Constitution': Theodore Roosevelt, William Howard Taft and Republican Party Division 1910–1912》. 《Irish Journal of American Studies》 4. 109–126쪽. JSTOR 30003333.
- Pavord, Andrew C. (Summer 1996). 《The Gamble for Power: Theodore Roosevelt's Decision to Run for the Presidency in 1912》. 《Presidential Studies Quarterly》 26. 633–647쪽. JSTOR 27551622.
- Pringle, Henry F. (1939). 《The Life and Times of William Howard Taft: A Biography》 1., covers the presidency
- Pringle, Henry F. (1939). 《The Life and Times of William Howard Taft: A Biography》 2.
- Republican campaign text-book 1912 (1912) online
- Rosen, Jeffrey. William Howard Taft (Times Books, 2018) short biography.
- Rubin, Ruth Bloch. "Organizing for Insurgency: Intraparty Organization and the Development of the House Insurgency, 1908–1910." Studies in American Political Development 27.2 (2013): 86–110 online 보관됨 2021-01-25 - 웨이백 머신.
- Scholes, Walter V; Scholes, Marie V. (1970). 《The Foreign Policies of the Taft Administration》. University of Missouri Press. ISBN 0-8262-0094-X. [* Scholes, Walter V., and Marie V. Scholes. The Foreign Policies of the Taft Administration (1970). online free to borrow
- Solvick, Stanley D. "William Howard Taft and the Payne-Aldrich Tariff." Mississippi Valley Historical Review 50.3 (1963): 424–442 online.
- Solvick, Stanley D. "The Conservative as Progressive: William Howard Taft and the Politics of the Square Deal" Northwest Ohio Quarterly (1967) 39#3 pp 38–48.
- Solvick, Stanley D. "William Howard Taft and Cannonism" Wisconsin Magazine of History (1964) 48#1 pp: 48–58  online
- Trani, Eugene P. "Dollar Diplomacy." in Encyclopedia of American Foreign Policy: Studies of the Principal Movements and Ideas (1978): 1:268. online
- Weisman, Steven R. (2002). 《The Great Tax Wars: Lincoln to Wilson-The Fierce Battles over Money That Transformed the Nation》. Simon & Schuster. ISBN 0-684-85068-0.